# Glory (cantante)
Glorimar Montalvo Castro (Santurce, Puerto Rico, 14 de febrero de 1979), conocida artísticamente como Glory, es una excantante y compositora de reguetón.

## Carrera artística
Glory comenzó su carrera en 1995 en la producción Street Style Vol. 1 de DJ Eric. Colaboró en algunos de los primeros casetes underground distribuidos entre la población puertorriqueña, que incluyen Street Style 1, Street Style 2 y DJ Eric Industry en algunos volúmenes. Durante sus más de 15 años de carrera ha participado como coristas en distintas canciones populares, entre ellas se destacan sus participaciones con Daddy Yankee («Gasolina» y «Donde hubo fuego»), Luny Tunes y Noriega («La gata suelta»), Don Omar («Dale don dale»), Héctor & Tito («Baila morena»), entre otros.
En 2004, anuncia la producción de su álbum debut, con la participación de Don Omar. Una de sus canciones, «La popola», fue prohibida en algunos países por su contenido. En 2005, Glory sacó su CD debut Glou/Glory, el cual, según la página web oficial, vendió unas 100 000 copias en América Latina y América del Sur, y logró posicionarse de 44 en listas de Billboard Top Heatseekers. Cuenta con el sencillo «Perreo 101» y «La traicionera» junto a Don Omar. Se sacó a la venta una nueva versión de «La popola» junto a su compañero Valentino (del dúo Magnate y Valentino), titulada «A popolear».
En 2011, estuvo trabajando junto a Musicólogo & Menes en 2 canciones y un vídeo: «Ahora me río yo», «Ahora me río yo Remix» junto a Julio Voltio.
En 2015, luego de 20 años de carrera musical, decidió por retirarse y entregarse al evangelio alegando que la música que había hecho no llenaba el vació que tenía en su vida, inclusive a intentarse suicidarse en ocasiones. Poco tiempo después de esto, decidió lanzar su última canción que se tituló, «Ya no llores», una canción de mensaje evangélico.

## Filmografía
Aunque han sido pocas las participaciones de la cantante en películas, ha tenido papeles importantes dentro de las mismas. Glory ha formado parte del elenco de La última noche (2006), Talento de barrio (2008), Los Reyes: La verdadera historia del Buster y Camaleón (2014) y Cal y arena (2016). Además, ha aparecido en el vídeo «La rosa negra» de Carnal.

## Discografía
Álbumes de estudio
- 2005: Glou/Glory